# Mastigodryas dorsalis
Mastigodryas dorsalis är en ormart som beskrevs av Bocourt 1890. Mastigodryas dorsalis ingår i släktet Mastigodryas och familjen snokar. Inga underarter finns listade i Catalogue of Life.
Denna orm förekommer i Guatemala, Honduras, norra El Salvador och nordvästra Nicaragua. Den lever i kulliga områden och i bergstrakter mellan 630 och 1900 meter över havet. Mastigodryas dorsalis lever i fuktiga skogar med tallar, ekar och andra lövträd. Den besöker ibland områden intill skogarna. Individerna är främst dagaktiva och de vistas främst på marken. Denna orm vilar på natten i växtligheten. Honor lägger ägg.
Beståndet hotas i begränsade regioner av skogens omvandling till odlingsmark. Mastigodryas dorsalis är inte sällsynt och den har viss anpassningsförmåga. IUCN listar arten som livskraftig (LC).